# Colonne de la liberté (Copenhague)
Pour les articles homonymes, voir Colonne de la Liberté.

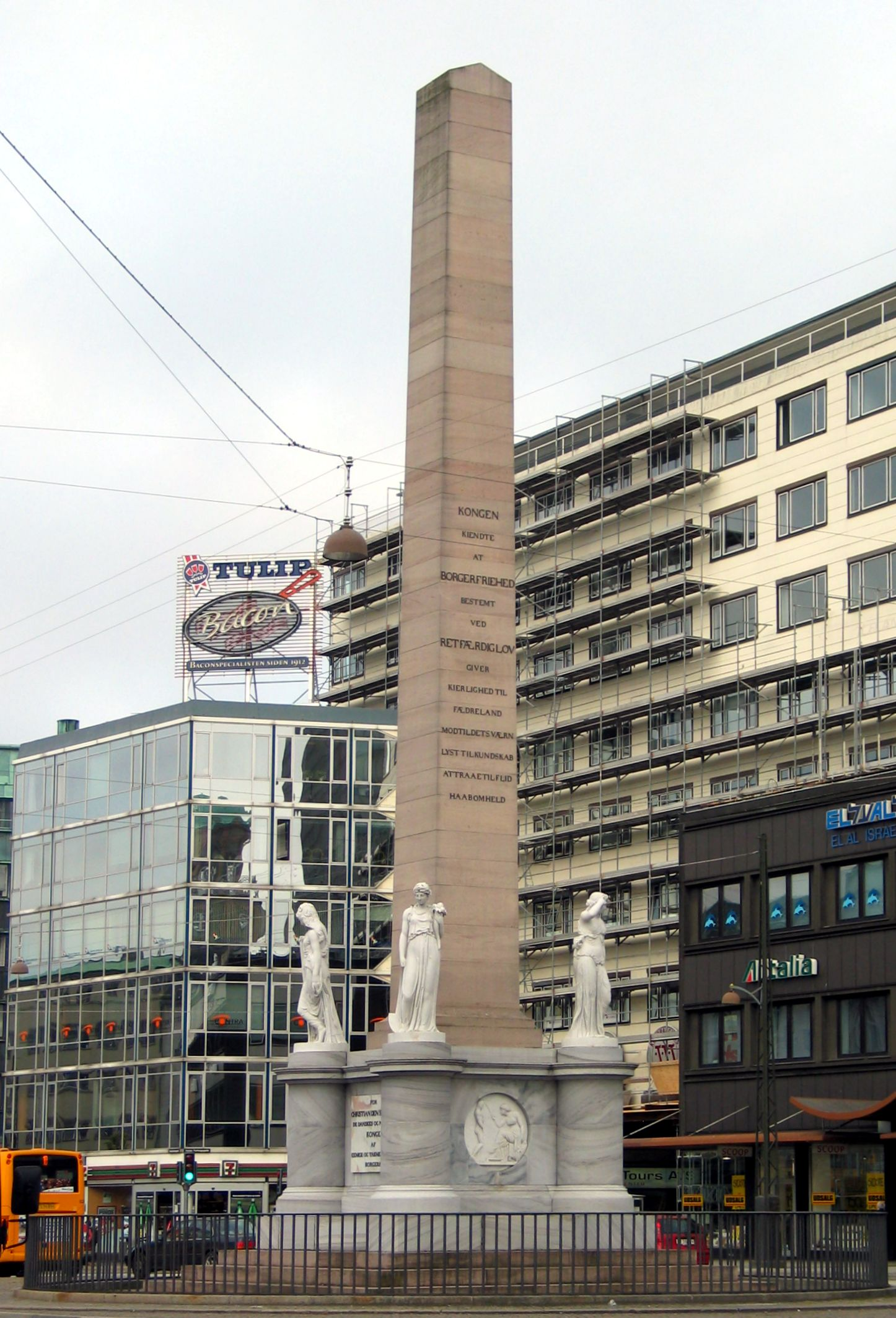
La Colonne de la liberté en 2005.

La colonne de la liberté (en danois : Frihedsstøtten) est un monument de la ville de Copenhague au Danemark, installé sur la rue de Vesterbrogade à Copenhague près de la gare centrale de Copenhague. Il s'agit d'un obelisque de vingt mètres de haut, posé sur un piédestal, qui est érigé en 1797 pour commémorer l'abolition du servage au Danemark en 1788.

## Descriptif

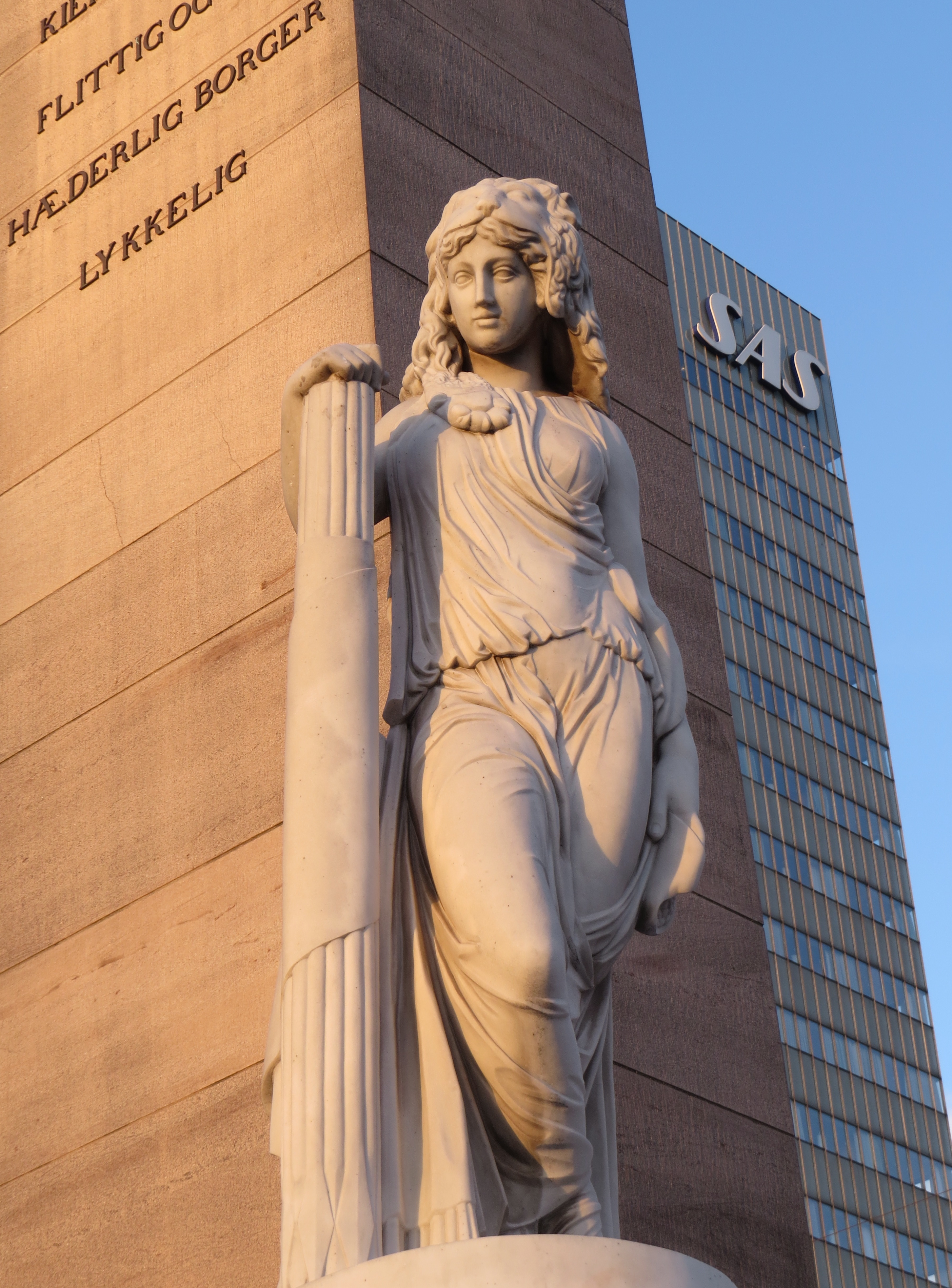
La statue symbolisant la Bravoure.

Le monument se compose d'un obélisque de vingt mètres de haut de grès de Nexø sur l'ìle de Bornholm. Il est posé sur un piédestal de marbre norvégien, et entouré de quatre statues allégoriques, symbolisant fidélité, diligence agricole, bravoure et vertu civique.

Sur le côté l'est de l'obélisque est écrit : 

« Le roi savait

que les libertés civiles déterminées par la loi juste

donnent amour à la Patrie

courage à sa garde

désir de connaissance

ambition de diligence

espoir de chance »

Sur le côté l'ouest de l'obélisque est écrit : 

« Le roi ordonna à la servage de cesser

Les lois agricoles reçoivent ordre et pouvoir

que le Paysan libre devienne

beau et éclairé

assidu et bon

honorable citoyen

heureux »

Une planche de cuivre gravée est posée sur le piédestal, portant l'inscription : 

« POUR CHRISTIAN SEPTIÈME, LE ROI DES DANOIS ET DES NORVÉGIENS, DES CITOYENS UNIS ET RECONNAISSANTS »

## Historique

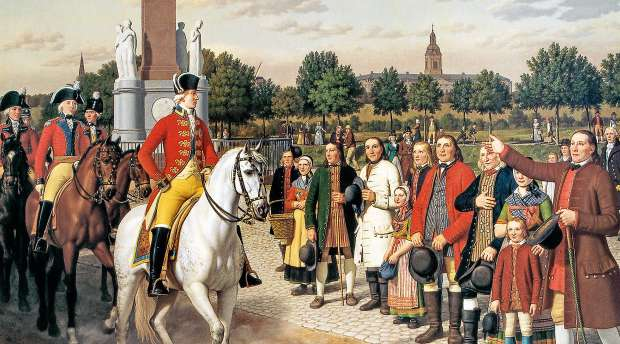
Paysans remerciant le roi Christian VII de Danemark et le prince héritier Frédéric à la colonne de la liberté, par Christoffer Wilhelm Eckersberg (1838).

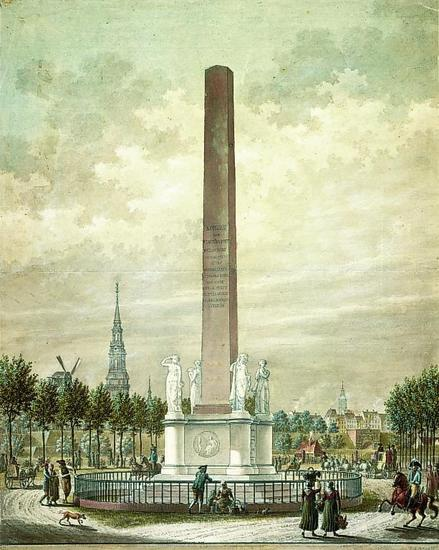
La colonne de la liberté, vers 1800.

La première pierre a été posée par le prince héritier Frédéric (le futur roi Frédéric VI) le 31 juillet 1792, et le monument a été achevé en septembre 1797. Se trouvant aujourd'hui dans un environnement urbain très dense, il est établi hors de la ville, à l'extérieur de la porte de ville de Vesterport (en français : Porte de l'Ouest) des fortifications de la ville.

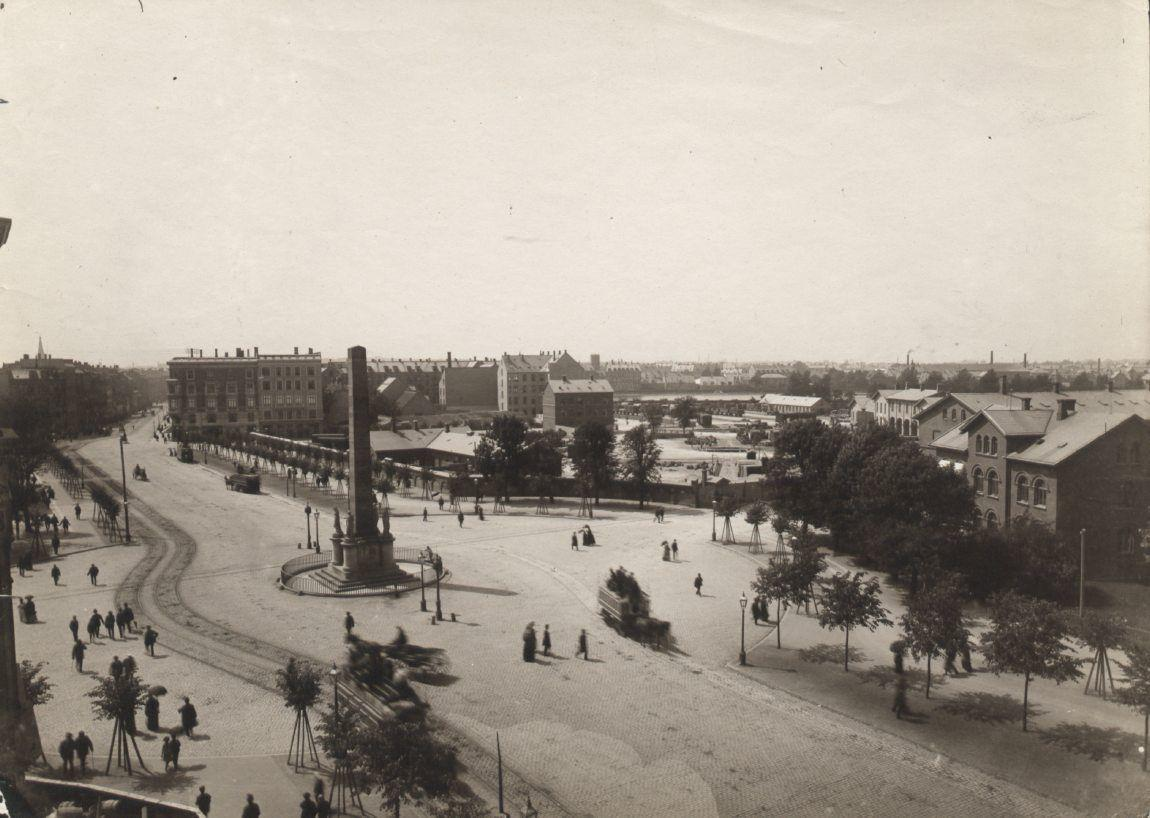
La colonne de la liberté en 1888.

La colonne de la liberté a été rénovée pour la première fois en 1850-1851. Dans le cadre de la construction de la gare centrale de Copenhague et de la ligne du boulevard, le monument a été démoli en 1909-1910 et reconstruit à 5,3 m à l'est de son emplacement d'origine dans une copie réalisée par le sculpteur Jens Lund en 1911. En 1999, le monument a été reconsacré, après une rénovation en profondeur, qui a été initiée après une collecte à l'occasion du 200e anniversaire de l'abolition de la servage. À l'occasion de la rénovation, l'obélisque, les reliefs et les quatre statues ont été remplacés par des copies exactes.

## L'artistes
L'architecte et peintre Nicolai Abraham Abildgaard a conçu l'obélisque, Johannes Wiedewelt a réalisé la statue Fidélité et le médaillon Genié de la justice. Nicolai Dajon a réalisé les statues Vertu civique et Bravoure. Andreas Weidenhaupt a réalisé le médaillon Esclavage aboli et la statue Diligence agricole.